# آنا غيارماتي
آنا غيارماتي (بالمجرية: Gyarmati Anna)‏ هي متزلجة مجرية، ولدت في 6 يناير 1993 في ايغر في المجر.

## وصلات خارجية
- آنا غيارماتي على موقع الاتحاد الدولي للتزلج (ركوب لوح الثلج) (الإنجليزية)